# Guðríðr Þorbjarnardóttir
Guðríðr Þorbjarnardóttir (o Eiríksdóttir; norreno: Guðríður Þorbjarnardóttir; Laugarbrekka, 980 circa – ...) è stata un'esploratrice islandese.

## Biografia
Visse in vari luoghi del mondo norreno conosciuto, espandendone i confini durante i suoi viaggi.
I suoi viaggi iniziarono quando espresse il desiderio di sposarsi col figlio di uno schiavo. Il padre le rifiutò il permesso, e lei iniziò a cercare un modo per scappare. Lasciò l'Islanda con il padre per accompagnare Erik il Rosso, di cui aveva sposato il figlio Þorsteinn rendendolo suo secondo marito; il primo marito di Guðríðr, Þórir, era morto in mare. Guðríðr ed il nuovo coniuge Þorsteinn intrapresero un fallimentare viaggio verso un territorio chiamato Vínland, che potrebbe corrispondere all'attuale sito di L'Anse aux Meadows, su Terranova, Canada. Il fratello del marito, Leifr Eiríksson, creò un insediamento temporaneo a Vínland per qualche anno, e viene considerato il primo europeo a sbarcare in America settentrionale (esclusa la Groenlandia).
Þorsteinn morì di epidemia durante il viaggio di ritorno verso la Groenlandia. Per un po' Guðríðr rimase sulla loro isola natale, per poi trasferirsi a Brattahlíð dove sposò un mercante di nome Þorfinnr Karlsefni. Attorno al 1010 guidarono un tentativo di colonizzare Vínland con tre navi e 160 coloni. Tra i coloni si trovava Freydís Eiríksdóttir, che secondo la Grœnlendinga saga e la Saga di Erik il Rosso, era sorella o sorellastra del già citato Leifr Eiríksson. Mentre si trovava a Vínland, Guðríðr ed il nuovo marito Þorfinnr ebbero un figlio di nome Snorri Thorfinnsson, primo europeo conosciuto a nascere nel Nuovo Mondo. Poco dopo la nascita di Snorri, la piccola famiglia ritornò in Groenlandia. Dopo un certo periodo il marito morì, e la fattoria fu ereditata da Snorri.
In quel periodo era in corso la cristianizzazione dell'Islanda. Guðríðr divenne cristiana e, quando il figlio si sposò, andò in pellegrinaggio a Roma. Visitò il Vaticano parlando al Papa della religione e di quello che aveva visto. Mentre era lontana da casa, Snorri costruì una chiesa vicino alla loro proprietà. Al suo ritorno da Roma si ritirò a vita consacrata. Essendo la prima islandese a vivere una vita consacrata, in eremitaggio, è venerata de facto come se fosse una santa. La chiesa luterana ha dedicato a lei anche una chiesa nel nuovo quartiere di Grafarholt, alla periferia nord di Reykjavík.

## Nei media
La sua storia viene raccontata nel romanzo edito nel 2000 intitolato The Sea Road, della scrittrice scozzese Margaret Elphinstone.
La sua storia è rivisitata nel capitolo “ Il Pellegrino” in Per antiche strade di Mathijs Deen.